# Фізика елементарних частинок
Фі́зика елемента́рних части́нок (ФЕЧ, нім. Teilchenphysik, англ. Particle physics), часто називається також фі́зикою висо́ких ене́ргій (нім. Hochenergiephysik, англ. High energy physics, HEP) — розділ фізики, що вивчає структуру і властивості елементарних частинок і їх взаємодії.

## Теоретична ФЕЧ
Основне знаряддя дослідження в теоретичній фізиці елементарних частинок — квантова теорія поля. Тобто будь-яка елементарна частинка — це не «шматочок» якоїсь суцільної матерії, а певне (одночасткове) збудження абстрактного гільбертового простору. Можна сказати, що весь наш світ бачиться у ФЕЧ як вектор в гільбертовому просторі станів, який «обертається» в ньому з часом.
Головним результатом сучасної теоретичної фізики елементарних частинок є Стандартна модель. За останні пару десятків років її прогнози були багато разів перевірені ще раз в експериментах, і в наш час[коли?] вона — єдина фізична теорія, що адекватно описує будову нашого світу аж до відстаней порядку 10−18м.
Взаємодія частинок у ФЕЧ принципово відрізняється від взаємодії об'єктів в інших галузях фізики. Наприклад, в механіці ми вивчаємо рух тіл, які, в принципі, можуть один з одним взаємодіяти. Проте як саме, за рахунок чого така взаємодія відбувається — механіка не вивчає. В протилежність цьому, ФЕЧ приділяє однакову увагу, як самим частинкам, так і процесу взаємодії між ними. Зв'язано це з тим, що у ФЕЧ вдається описати електромагнітну, сильну і слабку взаємодію як обмін віртуальними частинками. Важливим постулатом в такому описі з'явилася вимога симетрії нашого світу щодо калібрувальних перетворень.
Рівноправність частинок і їх взаємодій красивим чином виявляється в теоріях суперсиметрій, в яких постулується існування в нашому світі ще однієї прихованої симетрії: суперсиметрії. Можна сказати, що при перетворенні суперсиметрії
частинки перетворюються на взаємодії, а взаємодії — в частинки.
Вже звідси видна виняткова фундаментальність ФЕЧ — в ній робиться спроба зрозуміти багато властивостей нашого світу, які до цього (в інших розділах фізики) приймалися лише як даність.

## Експериментальна ФЕЧ
Експериментальна фізика елементарних частинок ділиться на два великі класи: прискорювальну і неприскорювальну.
Прискорювальна ФЕЧ — це розгін довгоживучих елементарних частинок в прискорювачі до високих енергій і зіткнення їх одна з одною або з нерухомою мішенню. В процесі такого зіткнення вдається отримати дуже високу концентрацію енергії в мікроскопічному об'ємі, що призводить до народження нових, зазвичай нестабільних, частинок. Вивчаючи характеристики таких реакцій (кількість народжених частинок того або іншого типу, залежність цієї кількості від енергії, типу, поляризації початкових частинок, від кута вильоту і т. д.), можна відновити внутрішню структуру початкових частинок, їх властивості, те, як вони взаємодіють одна з одною.
Неприскорювальна ФЕЧ — це процес «пасивного спостереження» за нашим світом. В неприскорювальних експериментах постачальником елементарних частинок є Природа, а від дослідника вимагається лише уважно стежити за тим, що відбувається. Типові неприскорювальні експерименти — спостереження за нейтрино в нейтриних детекторах, очікування розпаду протона, безнейтринного подвійного бета-розпаду та інших украй рідкісних подій у великому об'ємі речовини, експерименти з космічним промінням.